# Казанківська селищна рада
Каза́нківська се́лищна ра́да — адміністративно-територіальна одиниця та орган місцевого самоврядування в Казанківському районі Миколаївської області. Адміністративний центр — селище міського типу Казанка.

## Загальні відомості
- Територія ради: 13 км²
- Населення ради: 8 351 особа (станом на 2001 рік)
- Територією ради протікає річка Висунь

## Населені пункти
Селищній раді підпорядковані населені пункти:
- смт Казанка
- с. Лазарівка

## Склад ради
Рада складається з 36 депутатів та голови.
- Голова ради: Асмолов Олексій Вікторович
- Секретар ради: Дяченко Сергій Павлович

### Депутати
За результатами місцевих виборів 2010 року депутатами ради стали:

#### За суб'єктами висування
| Суб'єкт висування                 | Кількість обраних депутатів | %    |
| --------------------------------- | --------------------------- | ---- |
| Партія регіонів                   | 24                          | 66,7 |
| Комуністична партія України       | 5                           | 13,9 |
| Самовисування                     | 5                           | 13,9 |
| Народна партія                    | 1                           | 2,8  |
| Політична партія «Сильна Україна» | 1                           | 2,8  |

#### За округами
| № округу                          | Прізвище, ім'я, по батькові      | Дата визнання обраним | Освіта  | Партійна приналежність            | Відомості про обраного депутата                                      |
| --------------------------------- | -------------------------------- | --------------------- | ------- | --------------------------------- | -------------------------------------------------------------------- |
| Комуністична партія України       |                                  |                       |         |                                   |                                                                      |
| 9                                 | Онищенко Микола Євлампійович     | 02.11.2010            | середня | член Комуністичної партії України | пенсіонер                                                            |
| 17                                | Магдін Костянтин Вікторович      | 02.11.2010            | вища    | член Комуністичної партії України | СК"Провідна", агент                                                  |
| 18                                | Федотова Олена Миколаївна        | 02.11.2010            | вища    | член Комуністичної партії України | Міжрайонна пересувна механізована колона, бухгалтер                  |
| 20                                | Штельмах Микола Миколайович      | 02.11.2010            | середня | член Комуністичної партії України | тимчасово не працює                                                  |
| 28                                | Давидюк Світлана Вікторівна      | 02.11.2010            | вища    | член Комуністичної партії України | Автовокзал, касир                                                    |
| Народна Партія                    |                                  |                       |         |                                   |                                                                      |
| 6                                 | Корж Марина Василівна            | 02.11.2010            | вища    | член Народної партії              | Казанківська державна нотаріальна контора, завідувачка               |
| Партія регіонів                   |                                  |                       |         |                                   |                                                                      |
| 1                                 | Дзюбас Світлана Володимирівна    | 02.11.2010            | вища    | член Партії регіонів              | Хлібоприймальне підприємство, бухгалтер                              |
| 2                                 | Данілов Дмитро Володимирович     | 02.11.2010            | середня | член Партії регіонів              | підприємиць                                                          |
| 3                                 | Гривнак Світлана Миколаївна      | 02.11.2010            | вища    | член Партії регіонів              | загальноосвітня школа № 4 смт Казанка, вчитель                       |
| 4                                 | Васюта Олександр Іванович        | 02.11.2010            | вища    | член Партії регіонів              | загальноосвітня школа № 4 смт Казанка, вчитель                       |
| 5                                 | Махалкін Станіслав Олександрович | 02.11.2010            | середня | член Партії регіонів              | Агрофірма «Агротех», механізатор                                     |
| 7                                 | Казарін Андрій Павлович          | 02.11.2010            | вища    | член Партії регіонів              | ФГ «Світанок», голова                                                |
| 8                                 | Настич Віктор Іванович           | 02.11.2010            | середня | член Партії регіонів              | підприємець                                                          |
| 10                                | Онищенко Олександр Вікторович    | 02.11.2010            | вища    | член Партії регіонів              | Казанківська філія ВАТ ЕК «Миколаївобленерго», директор              |
| 12                                | Семенов Андрій Андрійович        | 02.11.2010            | вища    | член Партії регіонів              | Укртелеком, начальник                                                |
| 13                                | Сєрікова Людмила Василівна       | 02.11.2010            | середня | член Партії регіонів              | підприємець                                                          |
| 14                                | Панаріна Надія Василівна         | 02.11.2010            | середня | член Партії регіонів              | Районний будинок культури, техпрацівник                              |
| 19                                | Перовська Людмила Володимирівна  | 02.11.2010            | вища    | член Партії регіонів              | Казанківська селищна рада, секретар                                  |
| 21                                | Ільницька Ірина Сергіївна        | 02.11.2010            | вища    | член Партії регіонів              | Казанківська райдержадміністрація, начальникюридичного відділу       |
| 22                                | Мерзлікіна Людмила Олексіївна    | 02.11.2010            | середня | член Партії регіонів              | підприємець                                                          |
| 23                                | Федотов Микола Борисович         | 02.11.2010            | вища    | член Партії регіонів              | Міжшкільний виробничо -навчальний комбінат, директор                 |
| 24                                | Братусь Андрій Васильович        | 02.11.2010            | вища    | член Партії регіонів              | ЦРЛ, лікар                                                           |
| 25                                | Гацелюк Олександр Дмитрович      | 02.11.2010            | вища    | член Партії регіонів              | одноосібник                                                          |
| 27                                | Мамотенко Ольга Петрівна         | 02.11.2010            | вища    | член Партії регіонів              | ЦРЛ, лікар                                                           |
| 29                                | Маслова Наталя Дмитрівна         | 02.11.2010            | вища    | член Партії регіонів              | Казанківська райдержадміністрація, начальнвідділукультури та туризму |
| 30                                | Баранюк Віктор Миколайович       | 02.11.2010            | середня | член Партії регіонів              | підприємець                                                          |
| 32                                | Міненко Людмила Аркадіївна       | 02.11.2010            | середня | член Партії регіонів              | Казанківська селищна рада, діловод                                   |
| 33                                | Познякова Стефанія Миколаївна    | 02.11.2010            | вища    | член Партії регіонів              | СТОВ"Відродження", бухгалтер                                         |
| 35                                | Кудакова Людмила Вікторівна      | 02.11.2010            | вища    | член Партії регіонів              | Районний центр зайнятості, головнийспеціаліст                        |
| 36                                | Шрамко Олександр Анатолійович    | 02.11.2010            | середня | член Партії регіонів              | СТОВ"Відродження", охоронець                                         |
| Політична партія «Сильна Україна» |                                  |                       |         |                                   |                                                                      |
| 16                                | Нікуліна Валентина Дмитрівна     | 02.11.2010            | середня | позапартійна                      | підприємець                                                          |
| Самовисування                     |                                  |                       |         |                                   |                                                                      |
| 11                                | Рябошапка Володимир Вікторович   | 02.11.2010            | вища    | позапартійний                     | Казанківська селищнарада, юристконсультант                           |
| 15                                | Лось Світлана Вікторівна         | 15.12.2013            | вища    | позапартійна                      | фізична особа-підприємець                                            |
| 26                                | Шевчук Анастасія Іванівна        | 02.11.2010            | середня | позапартійна                      | ОГБЕВ «Надія 1 сотня», голова                                        |
| 31                                | Коптєв Віталій Михайлович        | 02.11.2010            | вища    | позапартійний                     | підприємець                                                          |
| 34                                | Куковицький Павло Федорович      | 02.11.2010            | середня | позапартійний                     | пенсіонер                                                            |